# 卢克平
卢克平（1963年12月—），河南平顶山人，汉族，中国共产党党员，博士，博导。中华人民共和国政治人物、第十三届全国人民代表大会河南省代表。

## 生平
1991年取得中国科学院数学研究所理学博士学位。1993年9月至2001年历任河南大学数学系教师、科研处副处长、处长。 
2001年任河南大学副校长。2005年任河南财政税务高等专科学校校长。2011年12月，信阳师范学院院长。2015年1月，任信阳师范学院党委书记。
2017年1月，任河南工程学院党委书记。2017年9月，任河南大学党委书记。
2018年，卢克平被选为河南省出席第十三届全国人民代表大会代表。
2024年1月卸任河南大学党委书记，转任河南大学中原发展研究院院长。